# Angelo Canavesi
Angelo Canavesi (Legnano, 23 giugno 1919 – ...) è stato un calciatore italiano, di ruolo difensore.

## Carriera
In gioventù milita nel Legnano, per passare poi alla Bernocchi.
Debutta in Serie B nella stagione 1946-1947 con l'Arsenale di Taranto, disputando 20 gare.
Dopo la fusione tra Arsenale e Taranto, milita nella nuova Arsenaltaranto per altri sei anni, totalizzando 104 presenze in Serie B prima della retrocessione avvenuta nel 1950, ed altre 90 presenze nelle successive tre stagioni in Serie C.